# Tamires Cássia Dias Gomes
Tamires Cássia Dias Gomes   (Caeté, 10 d'octubre de 1987) és una futbolista professional brasilera que actua com a lateral esquerre al Corinthians i a la selecció brasilera.

## Biografia

### Infància
Nascuda a Caeté, a la regió metropolitana de Belo Horizonte (Minas Gerais), a Tamires sempre li va agradar jugar a futbol. Als 11 anys, va decidir que volia ser futbolista professional després de veure un partit de la selecció femenina per televisió. Als 15 anys, es va traslladar a São Paulo per viure amb una tia i intentar progresar en el món del futbol. Primer va despuntar en el futsal, passant per alguns clubs de la localitat de Guarulhos.
A finals de 2003, va superar una prova d'accés d'un equip de futbol 11, el Juventus da Mooca. Allà va conèixer el seu marit, César, qui formava part de l'equip masculí.

### Carrera professional
El 2006, Tamires va fitxar pel Santos. Aquell any, va formar part del combinat de futbolistes de São Paulo que va representar el Brasil en la Peace Queen Cup, a Corea del Sud. Després de dues temporades al club del litoral paulista i d'un breu pas pels Estats Units, on va jugar amb les Charlotte Eagles; el 2008 va tornar al Brasil per jugar amb la Ferroviária d'Araraquara (estat de São Paulo).
El 2009, la defensa va quedar-se embarassada i va creure que hauria de deixar el futbol. Va passar dos anys apartada dels camps, cuidant del fill, fins que el 2011 va rebre una oferta de l'Atlético Mineiro. No obstant això, no va suportar la distància del fill i del marit i va optar per tornar a deixar el futbol.

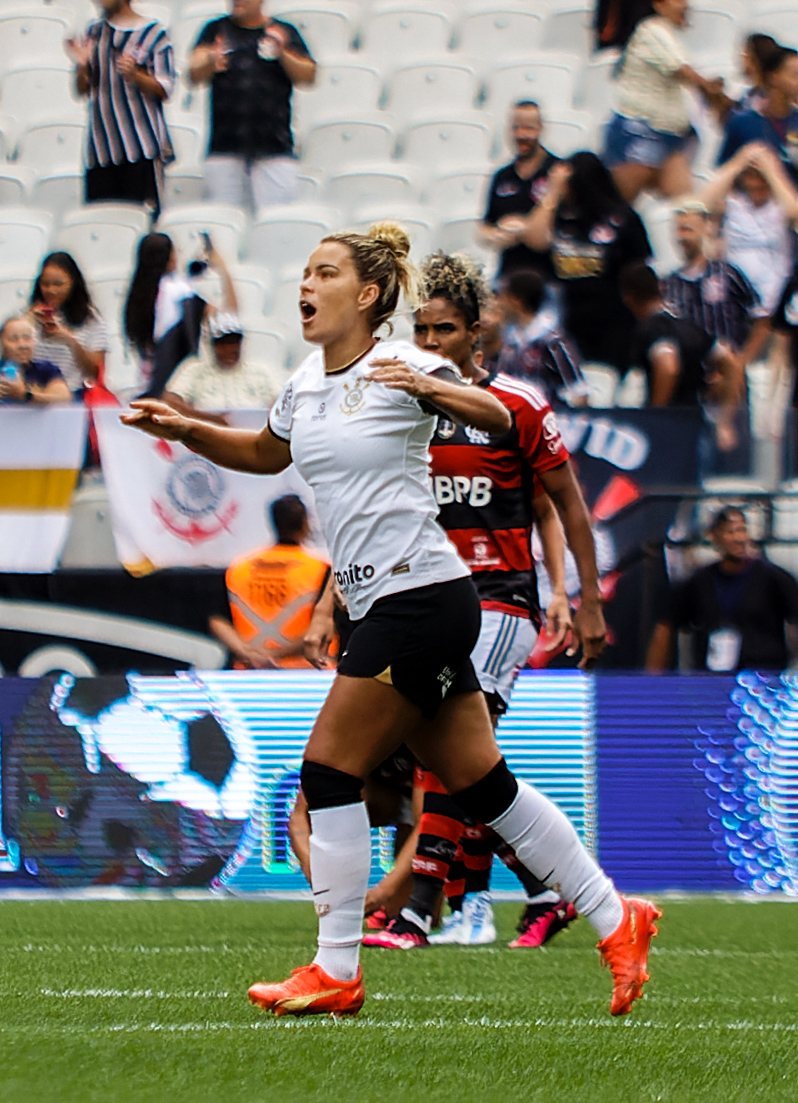
Amb el Corinthians, 2023.

El 2013, Tamires va tornar als terrenys de joc amb l'AD Centro Olímpico. Amb l'equip de São Bernardo do Campo va guanyar el campionat brasiler, sent decisiva en la conquesta marcant un dels gols del seu equip en el partit de tornada de la final. Va ser en aquesta temporada quan va debutar amb la selecció, en un duel de la Valais Women's Cup contra Nova Zelanda, a Suïssa.
El 2014, va formar part del combinat que va conquerir la Copa Amèrica. L'any següent, la lateral va ser or amb la selecció brasilera en els Jocs Panamericans de 2015 a Toronto, Canadà. També al Canadà, Tamires va disputar la Copa del Món femenina de futbol de 2015, la seva primera participació en un Mundial.
Aquell mateix any, la jugadora va rebre una oferta per fitxar pel Fortuna Hjørring. S'hi va estar a Dinamarca fins al juny de 2019, quan es va incorporar al Corinthians. Amb el Timão va assolir una fita inèdita en el futbol femení a Amèrica del Sud, quan el 2021 va alçar-se amb el títol estatal, el nacional i la Copa Libertadores. Aquell any va ser declarada millor jugadora sud-americana pel diari uruguaià El País. Si el 2021 va ser un gran any pel Corinthians, l'any 2023 va ser-ho encara més, ja que al triplet van sumar el títol de la Supercopa del Brasil.
Tamires s'ha convertit en una peça clau de la selecció, amb la qual ha disputat les Copes del Món de Canadà 2015, França 2019 i Austràlia i Nova Zelanda 2023; en les Copes Amèrica del Brasil 2014, Xile 2018 i Colòmbia 2022 (totes tres guanyades per la canarinha); i en els Jocs Olímpics de Rio 2016, Tòquio 2020 i París 2024. En aquest darrer torneig, va patir un trencament dels lligaments del turmell dret durant el partit de quarts de finals contra les locals, i va haver de veure la lluita per les medalles des de la graderia. L'equip va classificar-se per a la final, on va ser superat pels Estats Units (1-0).
La capitana del Corinthians està preparant el títol d'entrenadora, tot i que va declarar que confiava en jugar fins als 40 anys.

## Títols
| Amb la Selecció20162022 | Centro Olímpico - Campionat Brasiler: 2013 Fortuna Hjørring - Campionat Danès: 2016, 2018 - Copa de Dinamarca: 2016, 2019 Corinthians - Copa Llibertadores: 2019, 2021, 2023 - Campionat Brasiler: 2020, 2021, 2022, 2023 - Campionat Paulista: 2019, 2020, 2021, 2023 - Supercopa del Brasil: 2022, 2023, 2024 - Copa Paulista: 2022 Selecció Brasilera - Copa Amèrica: 2014, 2018, 2022 - Jocs Panamericans: 2015 - Jocs Olímpics: medalla de plata a París 2024 | Premis individuals - Samba d'Or de 2023. |